# Saint-Hilaire-sur-Puiseaux
 Saint-Hilaire-sur-Puiseaux  es una población y comuna francesa, situada en la región de Centro, departamento de Loiret, en el distrito de Montargis y cantón de Lorris.

## Demografía
| 158 | 155 | 127 | 113 | 140 | 163 |
| Para los censos de 1962 a 1999 la población legal corresponde a la población sin duplicidades (Fuente: INSEE [Consultar]) |     |     |     |     |     |